# La Trinidad (Honduras)
La Trinidad è un comune dell'Honduras facente parte del dipartimento di Comayagua.
Il comune appare già come entità autonoma nella divisione amministrativa del 1896.